# ستار تريك: فوياجر
ستار تريك: فوياجر (بالإنجليزية: Star Trek: Voyager)‏ هو مسلسل مغامرة تم إنتاجه في الولايات المتحدة. بدأ عرضه في سنة 1995. بلغ عدد مواسم المسلسل 7 مواسم، بلغ عدد حلقاته 172 حلقة، وتبلغ مدة الحلقة الواحدة 45 دقيقة. تم بث المسلسل لأول مرة بتاريخ 16 يناير 1995 بينما تم بث آخر حلقة منه بتاريخ 23 مايو 2001. من بطولة ايثان فيليبس وجيري ريان. تقع أحداث القصة ما بين سنة 2371 وسنة 2378. وتركز على مغامرات السفينة الفضائية «فوياجر» التابعة لمنظمة ستار فليت.

## روابط خارجية
- ستار تريك: فوياجر على موقع IMDb (الإنجليزية)
- ستار تريك: فوياجر على موقع ميتاكريتيك (الإنجليزية)
- ستار تريك: فوياجر على موقع روتن توميتوز (الإنجليزية)
- ستار تريك: فوياجر على موقع نتفليكس (الإنجليزية)
- ستار تريك: فوياجر على موقع أول موفي (الإنجليزية)
- ستار تريك: فوياجر على موقع فيلمافينيتي (الإسبانية)
- ستار تريك: فوياجر على موقع كينوبويسك (الروسية)
- ستار تريك: فوياجر على موقع ألو سيني (الفرنسية)
- ستار تريك: فوياجر على موقع قاعدة بيانات الفيلم (الإنجليزية)